# Chiesa di Santa Maria Assunta (Foppolo)
La chiesa di Santa Maria Assunta è la parrocchiale di Foppolo, in provincia di Bergamo, facente parte del vicariato di Branzi-Santa Brigida-San Martino oltre la Goggia.

## Storia
Un edificio di culto presente nella località di Foppolo risulta che fosse smembrato da Valleve con atto del 1520. La chiesa fu visitata da san Carlo Borromeo il 3 ottobre 1575, dalle relazioni si evince che la chiesa era inserita nella pieve di Piazza Brembana
Il 23 luglio 1737 il vescovo Antonio Redetti consacrò la chiesa a santa Maria Assunta. Vi era la presenza di un curato che essendo senza reddito, a causa della povertà del territorio, doveva essere mantenuto con 200 lire annue, dal parroco che si recava a officiare nella chiesa, la chiesa è infatti inserita nell'elenco delle commende episcopali, redatta dal vescovo ogni sei mese. La povertà degli abitanti la località portò l'arcivescovo Borromeo a chiedere che fosse associata a una parrocchia più vicina per avere un sostegno economico. La chiesa nel Acta synodalia bergomensis ecclesiae risulta fosse inserito nella pieve di Piazza Brembana. Nella visita pastorale di san Gregorio Barbarigo, risulta nella chiesa vi era un parroco con due sacerdoti e un chierico. Inoltre vi erano la scuola del Santissimo Sacramento che godeva del giuspatronato dell'altare maggiore, e quella del Santissimo Rosario che gestiva l'altare della Madonna.
Nel 1666 la chiesa fu inserita nel “Sommario delle chiese di Bergamo”, elenco redatto dal cancelliere della curia vescovile Giovanni Giacomo Marenzi che la indica presente in val Brembana superiore e dipendente dalla “San Martino oltre la Gogia” risultava essere “mercenaria delli vicini”.
Il decreto vescovile del 3 novembre 1688 del vescovo Daniele Giustiniani la chiesa fu inserita nel vicariato foraneo dei Branzi. Anche il registro conservato nella curia vescovile la chiesa viene indicata ancora facente parte della viaria di Branzi nel 1734.
Nel XVIII secolo la chiesa fu oggetto di lavori di ammodernamento e manutenzione.
Con decreto del 27 maggio 1979 del vescovo Giulio Oggioni la chiesa fu inserita nel vicariato locale di Branzi-Santa Brigida-San Martino oltre la Goggia.

## Descrizione

### Esterno
La chiesa è posta sopraelevata sopra l'assetto stradale, preceduta dal piazzale che e da una gradinata doppia che collega al sagrato. Il porticato con struttura lignea poggiante su pilastri in muratura, precede la facciata. Due lesene in muratura che delimitano la facciata e che, nella prima parte sorreggono il cornicione, dividendola in due sezioni, e che proseguono nella parte superiore e si concludono sul timpano triangolare dove è posto un cartiglio. Nella parte inferiore vi è l'ingresso principale sopraelevato da tre gradini, e la parte superiore vi è la finestra ad arco e completa di contorno in pietra.

### Interno
La navata unica dell'aula si sviluppa su tre campate divise da lesene complete di zoccolatura e capitelli d'ordine corinzi che reggono la trabeazione e la volta a botte. Il fonte battesimale è posto nella prima campata a sinistra, a cui a destra corrisponde la zona penitenziale con il confessionale ligneo. La statua di san Luigi è posta nella seconda campata in una nicchia nella sopra l'entrata laterale. Due cappelle sono inserite nella terza campata intitolate alla Madonna del Rosario a sinistra e corrispondente quella del santo Crocifisso. L'aula è decorata con stucchi e affreschi.
La zona presbiteriale a pianta, è sopraelevata con colta a crociera e termina con coro rettangolare con la pala d'altare inserita in una cornice in stucco.